# 2016 у Миколаєві
| Роки в Миколаєві ← • 2001 • 2002 • 2003 • 2004 • 2005 • 2006 • 2007 • 2008 • 2009 • 2010 • 2011 • 2012 • 2013 • 2014 • 2015 • 2016 • 2017 • 2018 • 2019 • 2020 • 2021 • 2022 • 2023 • 2024 → |

2016 у Миколаєві — список важливих подій, що відбулись у 2016 році в Миколаєві. Також подано перелік відомих осіб, пов'язаних з містом, що померли цього року. З часом буде додано відомих миколаївців, що народилися у 2016 році.

## Населення
Чисельність наявного населення Миколаєва на 1 січня 2016 року склала 493,6 тис. осіб, що на 1,2 тис. осіб менше ніж 2015 (494,8).

## Події
- 19 лютого на виконання Закону України «Про засудження комуністичного та націонал-соціалістичного (нацистського) тоталітарних режимів в Україні та заборону пропаганди їхньої символіки» міський голова Олександр Сєнкевич видав розпорядження «Про перейменування об'єктів топоніміки» згідно якого були перейменовані назви вулиць, провулків, проспектів, площ, парків, скверів міста Миколаєва. Загалом будо змінено назви 129 урбанонімів міста[3].
- 21 травня на виконання Закону України «Про засудження комуністичного та націонал-соціалістичного (нацистського) тоталітарних режимів в Україні та заборону пропаганди їхньої символіки» голова Миколаївської облдержадміністрації Вадим Меріков видав розпорядження «Про перейменування об'єктів топоніміки та демонтаж пам'ятників та пам'ятних знаків» згідно якого зокрема були демонтовані пам'ятники та пам'ятні знаки, розташовані на території Миколаєва. Загалом було демонтовано 33 об'єкти міста[4].
- Заснований футбольний клуб «Суднобудівник». Історія клубу не пов'язана з МФК «Миколаїв», який раніше носив таку ж назву.

## Пам'ятки
- 21 квітня відбулося відкриття меморіальної дошки на честь книговидавця, громадського діяча, мецената, багаторічного керівника загальноміської програми «Городянин року» Валерія Карнауха. Меморіальну дошку встановили на будівлі по вулиці Потьомкінський, 48, де з 2004 до 2014 року було розташоване видавництво «Можливості Кіммерії», засновником якого був Валерій Карнаух[5].

## Особи

### Очільники
- Міський голова — Олександр Сєнкевич.

### Городянин рокуі «Людина року»
- Номінація «Культура» — Любаров Юрій Йосипович, директор дитячого містечка «Казка», краєзнавець, літератор.
- Номінація «Мистецтво» — Вдовиченко Юрій Володимирович і Алексєєва Катерина Юріївна, керівники ансамблю танцю «Пасадена» Обласного Палацу культури.
- Номінація «Наука і вища школа» — Рижков Сергій Сергійович, ректор Національного університету кораблебудування імені адмірала Макарова.
- Номінація «Середня школа» — Первова Марина Марківна, вчитель англійської мови спеціалізованої школи № 22.
- Номінація «Фізкультура і спорт» — Жуковська Тетяна Костянтинівна, начальник регіонального Центру «Інваспорт».
- Номінація «Промисловість і транспорт» — Капацина Василь Миколайович, голова Наглядової ради ТОВ "Компанія «Український будівельник».
- Номінація «Підприємництво» — Фалько Володимир Іванович, генеральний директор підприємства «Термінал-Укрхарчозбутсировина».
- Номінація «Охорона здоров'я» — Грачова Марія Георгіївна, завідуючий ендокринологічним відділенням міської лікарні № 1.
- Номінація «Засоби масової інформації» — Індиков Ярослав Володимирович, тележурналіст, директор Миколаївської дирекції Національного суспільного телебачення України; Лохматов Андрій Петрович, кореспондент інтернет-видання «Преступности.НЕТ».
- Номінація «Благодійність і соціальне партнерство» — Іванова Надія Валеріївна, директор агрофірми «Золотий Колос» (матеріальна підтримка соціально незахищених громадян).
- Номінація «Людина року» — Кремінь Дмитро Дмитрович, поет.

### Померли
- Чурюмов Клим Іванович (19 лютого 1937, Миколаїв — 15 жовтня 2016, Харків) — український астроном та дитячий письменник, першовідкривач комет Чурюмова-Герасименко (1969) та Чурюмова-Солодовникова (1986). Член-кореспондент Національної академії наук України, директор Київського планетарію, головний редактор астрономічного науково-популярного часопису «Наше небо» (2006—2009), президент Українського товариства аматорів астрономії.
- Лемешко Євген Пилипович — (11 грудня 1930, Миколаїв, Українська РСР — 2 червня 2016, Греція) — український радянський футболіст, воротар. Заслужений тренер України.
- Тригуб Петро Микитович (27 червня 1935, с. Коломак, Харківська область — 26 грудня 2016, Миколаїв) — Доктор історичних наук, професор. Член правління Миколаївської обласної організації Національної спілки краєзнавців України, професор кафедри міжнародних відносин та зовнішньої політики Чорноморського державного університету імені Петра Могили (до 2012 року — завідувач), член-кореспондент Української Академії історичних наук.
- Погребняк Яків Петрович (6 квітня 1928, село Нижче Солоне, тепер Борівського району Харківської області — 18 травня 2016, Київ) — український радянський і партійний діяч. Член Ревізійної комісії ЦК КП України (1961—1966), член ЦК КП України (1966—1990), кандидат у члени Політичного бюро ЦК КП України (1971—1990). Кандидат у члени ЦК КПРС (1971—1990). Депутат Верховної Ради УРСР 6-го і 9—11-го скликань. Депутат Верховної Ради СРСР 7—8-го скликань. Академік Академії наук суднобудування України. 1-й секретар Миколаївського обласного комітету Компартії України (1969—1971).
- Аров Борис Лазарович (1 травня 1919, с. Аджамка, Херсонська губернія, сучасна Кіровоградська область — 11 січня 2016, Миколаїв) — радянський і український спортивний журналіст.
- Артеменко Михайло Вікторович (27 грудня 1984, Миколаїв, Українська РСР — 4 липня 2016, Красногорівка, Мар'їнський район, Донецька область, Україна) — солдат Збройних сил України, учасник війни на сході України (128-ма окрема гірсько-піхотна бригада).
- Подліпнюк Андрій Іванович (10 грудня 1976, Миколаїв, Українська РСР — 11 листопада 2016, смт. Луганське, Бахмутський район, Донецька область, Україна) — сержант 54-ї окремої механізованої бригади Збройних Сил України, учасник війни на Сході України.
- Рехтета Микола Ананійович (21 лютого 1957, с. Широколанівка Веселинівський район (Миколаївська область) — 11 липня 2016, Миколаїв) — проректор із науково-педагогічної роботи Миколаївського національного університету імені В. О. Сухомлинського, кандидат фізико-математичних наук, доцент, заслужений працівник освіти України.
- Бондаренко Олег Григорович (29 березня 1986, Миколаїв — 2 березня 2016, Артема, Луганська область) — старший солдат Збройних сил України, учасник російсько-української війни.
- Троянов Микола Олексійович (16 грудня 1921, Косицьке, Новгородська губернія, РРФСР — 25 березня 2016, Миколаїв) — радянський і український театральний актор і режисер, драматург, публіцист. З 1960 по 1974 роки — актор Миколаївського театру імені В. П. Чкалова. У 1963 році створив у Миколаєві Народний драматичний театр, де були поставлені більше 100 п'єс. Почесний громадянин міста Миколаєва.